# Río Yapacaní
Der Río Yapacaní ist ein Fluss in Bolivien, linker Nebenfluss des bolivianischen Río Grande, und gehört zum Flusssystem des Amazonas.

## Verlauf
Der Río Yapacaní hat seine Ursprünge im Nationalpark Amboró und trägt seinen Namen ab der Mündung des Río Surutú in den Río Alturas del Yapacaní („Oberer Yapacaní“). Von diesem Punkt an fließt der Fluss in nördlicher Richtung und mündet nach 335 Kilometern in den Unterlauf des Río Grande, bevor dieser sich 110 Kilometer weiter nordwestlich mit dem Río Ichilo zum Río Mamoré vereinigt.
Der Fluss bildet die Grenze zwischen den Landkreisen Municipio San Carlos und Municipio Yapacaní in der Provinz Ichilo im Departamento Santa Cruz. An der Mündung des Surutú liegen die beiden Städte Yapacaní und Santa Fe de Yapacaní, die einerseits vom Fischreichtum des Flusses profitieren, andererseits bei Hochwasser durch die unkontrollierten Fluten der Zuflüsse des Río Yapacaní bedroht sind. Seit 2005 ist daher mit der Eindeichung des Flusssystems von Surutú und Yapacaní begonnen worden.
Der Bestand an tropischem Regenwald entlang des Flusses, vor allem an seinem Unterlauf, ist zunehmend durch fortschreitende kleinbäuerliche Agrarkolonisation bedroht, besonders in der Region San Carlos auf der östlichen Flussseite.

## Zuflüsse
- Río Palacios (rechts)[1][2]
- Río Piraí (rechts)